# Лерхбахер, Зоран
Зоран Лерхбахер (нем. Zoran Lerchbacher; род. 30 мая 1972, Грац) — австрийский профессиональный игрок в дартс из Граца, в настоящее время играет в Профессиональной корпорации дартса.

## Карьера
Лерхбахер прошёл квалификацию на чемпионат мира по дартсу 2014 года и выиграл 4:1 в предварительном раунде у Бена Уорда. Затем он проиграл со счетом 0:3 Майклу ван Гервену. Лерхбахер при этом смог превысить средний набор ван Гервена, но выиграл только один лег в матче. Он вступил в Q-School в надежде выиграть Карту тура, и проиграл в финальном раунде четвёртого турнира со счетом 1:5 Джо Мурнану. Тем не менее, Лерхбахер занял итоговое второе место рейтинга Q-School, получив место в PDC в 2014 и 2015 годах. У него был разочаровывающий первый год в туре, поскольку дальше 1/32 финала он ни разу не продвинулся.
В 2015 году Лерхбахер попытался пройти квалификацию на шесть турниров European Tour и преуспел в последней попытке European Darts Matchplay, но проиграл Даррену Джонсону со счетом 1:6. После истечения срока действия его Карты тура, Лерхбахер снова вступил в Q-School, но ему не удалось остаться в Туре.
Лерхбахер квалифицировался на три турнира European Tour в 2016 году, проиграв со счетом 5:6, ведя по ходу матча 3:0, в первом раунде Dutch Darts Masters Джеймсу Ричардсону. На Austrian Darts Open он обыграл Джеффри де Цваана 6:4, но во втором раунде его побелил Йелле Клаасен со счетом 0:6. Лерхбахер вышел на тот же этап European Darts Trophy, победив Джо Мурнана 6:2 и проиграв 5:6 Терри Дженкинсу.
Лерхбахер обыграл Дитмара Бургера со счетом 10:1 в финале восточноевропейской квалификации на чемпионат мира 2017 года. Он выиграл у Саймона Стивенсона 2:1 в предварительном раунде, а затем проиграл 0:3 Роберту Торнтону в первом раунде.
На чемпионате мира 2018 года он вышел во второй раунд, победив Мервина Кинга со счетом 3:2 по сетам.

## Результаты на чемпионатах мира

### PDC
- 2014: Первый раунд (проиграл Майклу ван Гервену 0-3)
- 2017: Первый раунд (проиграл Роберту Торнтону 0-3)
- 2018: Второй раунд (проиграл Кигану Брауну 2-4)
- 2020: Второй раунд (проиграл Кшиштофу Ратайски 1-3)